# HD 43587
HD 43587 är en multipelstjärna i den mellersta  delen av stjärnbilden Orion. Den har en kombinerad skenbar magnitud av ca 5,70 och är svagt synlig för blotta ögat där ljusföroreningar ej förekommer. Baserat på parallaxmätning inom Hipparcosuppdraget på ca 52,0 mas, beräknas den befinna sig på ett avstånd på ca 63 ljusår (ca 19 parsek) från solen. Den rör sig bort från solen med en heliocentrisk radialhastighet på ca 13 km/s.

## Egenskaper
Primärstjärnan HD 43587 Aa är en solliknande gul till vit stjärna i huvudserien av spektralklass G0 V. Den har en massa som är ca 1,05 solmassor, en radie som är ca 1,15 solradier och har ca 1,8 gånger solens utstrålning av energi från dess fotosfär vid en effektiv temperatur av ca 5 900 K.
Washington Double Star Catalog listar fyra visuella följeslagare. Följeslagare B, upptäckt 1891, har annan egenrörelse än primärstjärnan, så den är inte fysiskt relaterad. Följeslagare C och D, som upptäcktes 1911, har bara observerats en gång, vilket i bästa fall gör deras förhållande osäkert. Följeslagare E, som först observerades 1990, har dock mycket liknande egenrörelse som primärstjärnan, vilket tyder på att den verkligen är en följeslagare. Stjärnan betecknades HD 43587 B och befanns vara en svag M-dvärg.
HD 43587 A har observerats med spektrografen Keck/HIRES. Under 1998 befanns stjärnans radialhastighet dock minska med omkring åtta km/s, vilket tyder på en följeslagare till stjärnan. En anpassning gav att denna nya följeslagare har en omloppsperiod på ca 30 år, men en mycket excentrisk bana som tar den genom periastron på ungefär ett år. Denna tredje stjärna, betecknad HD 43587 Ab, befanns ha en minsta massa på ca 0,3 solmassa.
Den långa omloppsperioden hos HD 43587 Ab i kombination med att systemet ligger nära solsystemet innebär att de två komponenterna i primärsystemet skulle vara väl åtskilda sett från jorden, vilket gjorde dem till ett attraktivt mål för upplösning. Detta uppnåddes 2006 med adaptiv optik,  och har uppnåtts sedan dess med speckleinterferometri.
Under tiden blev HD 43587 B intressant eftersom den var en lite studerad, ganska ljus M-dvärg. Som sådan var den måltavla i STEPS astrometriska kartläggning, som fann att stjärnans rörelse avvek från linjär rörelse och observationer med adaptiv optik bekräftade att HD 43587 B i sig var en dubbelstjärna med en fjärde komponent, HD 43587 C. Medan dubbelstjärnans omloppstid var för lång för att avgränsa de två komponenternas dynamiska massor, fann fotometrisk analys att de båda var sena M-dvärgar.